# San Andrés Mixquic
San Andrés Mixquic (kurz Mixquic oder Mizquic) ist eine kleine Stadt in der Delegación Tláhuac des mexikanischen Hauptstadtdistrikts, am südöstlichen Rand von Mexiko-Stadt. 
Berühmt wurde Mixquic als die Stadt der Toten und für das mexikanische Totenfest, Día de los Muertos. Es wird vom 1. zum 2. November gefeiert und ist eines der wichtigsten Feste der Mexikaner. In ihrem Glauben besuchen die Seelen der Verstorbenen in dieser Nacht die Lebenden. Dieser Volksglaube stammt noch aus der Zeit der Azteken und überdauerte die Zeit der Konquistadoren, der Missionare und der Inquisition.
Als Hernán Cortés im Jahre 1521 Tenochtitlán, die Hauptstadt der Azteken, belagerte, schloss sich die Stadt den Spanischen Eroberern aus freien Stücken an und kämpfte mit ihnen gegen die Azteken. Die Stadt war zuvor von den Azteken erobert worden und leistete Jahr für Jahr einen Tribut an Tenochtitlán.